# Olle Hermansen
Olle Hermansen, född 1952, är en svensk militärmusiker med överstelöjtnants grad och hovtrumpetare.
Hermansen påbörjade sin utbildning till militärmusiker 1968 och utexaminerades från dåvarande Regionmusikskolan 1976 och började då spela i Regionmusikadelningen i Stockholm. 1989 blev han regementstrumslagare i tidigare Arméns Musikpluton och avancerade till dess chef 1992. Efter tjänst på garnisonsavdelningen på Stockholms slott blev han 2001 utnämnd till chef för Livgardets dragonmusikkår (LDK) för att 2009 slutligen bli musikinspektör och chef för Försvarsmusiken.
Olle Hermansen har med ett undantag varje år sedan 1972 varit trumpetare vid Nobelfesten i Stockholm och dessutom utfört flera framträdanden för kungahuset. 
2013 utnämndes han till Sveriges andre hovtrumpetare genom tiderna.

## Utmärkelser
- Riddare av Norska förtjänstorden (1 juli 1993)[1]